# 刘芸 (影视演员)
刘芸（1982年12月26日—），湖南长沙人，中國演员。现居于北京。畢業於中央戲劇學院2000级表演系。2001年，还在读大一的刘芸通过出演《命运的承诺》进入演艺圈，2007年她还成为继章子怡、李宇春之后第三位登上美国《时代周刊》的中国艺人。

## 生平
刘芸出生在长沙，11岁时进入广州舞蹈学院少女舞蹈团学习舞蹈。1997年毕业后被分配到广东南方歌舞团。但她希望考上大学，通过一番努力，2000年她考入了中央戏剧学院表演系。在大学，刘芸运气不错，虽说中央戏剧学院不准许大一学生拍戏，但因人情关系，她获得了许可，从《命运的承诺》起，她拍了一连串的戏，而且多数都是女一号。但拍戏太多，耽误学习也导致她差点没能毕业。刘芸演艺起点虽然不低，但她在之后的发展却并不顺利，被媒体关注更多的也只是她的感情生活。

### 感情生活
刘芸和演员聂远于2003年拍摄《汗血宝马》时开始相恋，这段地下感情维持了三年，最终因二人个性好强而分手，也有人爆料称二人分手是有“第三者”介入。对于这段恋情，当事人没有否认，但都表示二人之间已是过去式了，没必要再提起。
2010年7月，刘芸在一个访谈节目中承认她已和摇滚歌手郑钧结婚，二人于5月26日在西安注册结婚。据报道二人2007年开始相恋。而对于有人指责她是“第三者”（郑钧有前妻）、郑钧抛妻无情无义的说法，刘芸表示这只是误解，并表示每个人都有过去，自己和老公都问心无愧。同年10月23日，刘芸在美国洛杉矶产下儿子，两个月后回国。2013年8月5日，刘芸与郑钧在马尔代夫补办婚礼。

### 登上时代周刊
对于能登上2007年9月封面，刘芸觉得自己很幸运。虽然名气不大，但《时代周刊》认为她长了一张非常东方的脸，“我这次只是靠脸蛋取胜的幸运儿。因为他们觉得我的脸形适合上《时代周刊》”。
《时代周刊》对她的评价则是“刘芸代表了中国刚刚成长起来的新一代。他们年轻、快乐、不愁吃穿、无拘无束、真实自然”。

## 影视作品

### 电视剧
| 首播年份 | 剧名                     | 角色           | 备注               |
| 2001年   | 《三重門》               | 沈溪兒         |                    |
| 2001年   | 《命運的承諾》           | 楊若榴         |                    |
| 2002年   | 《我為歌狂》             | 麥雲潔         |                    |
| 2002年   | 《新五女拜壽》           | 暖雲           |                    |
| 2002年   | 《汗血寶馬》             | 風車           |                    |
| 2004年   | 《誓不罷休》             | 林芳           |                    |
| 2004年   | 《大漢天子2》            | 秋嬋           |                    |
| 2004年   | 《追凶》                 | 林芳           |                    |
| 2005年   | 《大汉巾帼》             | 娟子           |                    |
| 2005年   | 《了凡》                 | 趙靈兒         |                    |
| 2006年   | 《風塵三俠之紅拂女》     | 尺素           |                    |
| 2007年   | 《濃情一生》             | 黎麗           |                    |
| 2008年   | 《貧咀小八的幸福生活》   | 小八           | 又名《恋恋东丽湖》 |
| 2008年   | 《你永遠不會獨行》       | 依楠           |                    |
| 2008年   | 《秘密列車》             | 辛紅羽         |                    |
| 2008年   | 《钻石王老五的艰难爱情》 | 于飛           |                    |
| 2008年   | 《鹿鼎記》               | 沐劍屏         |                    |
| 2009年   | 《新一剪梅》             | 萬秋玲         |                    |
| 2009年   | 《康百万》               | 崔月红         |                    |
| 2010年   | 《牵挂》                 | 牛家小妹       | 張國強、牛莉       |
| 2011年   | 《北京爱情故事》         | 咪咪           | 客串               |
| 2012年   | 《风和日丽》             | 米艳艳         |                    |
| 2013年   | 《艾乐乐的罗曼蒂克》     | 艾乐乐         |                    |
| 2013年   | 《失恋33天》             | 失恋女         | 客串               |
| 2013年   | 《小爸爸》               | 早婚女         | 客串               |
| 2014年   | 《产科男医生》           | 梅玉竹         | 客串               |
| 2014年   | 《傻儿传奇》             | 李若云         |                    |
| 2016年   | 《老公们的私房钱》       | 郑朵朵         |                    |
| 2017年   | 《思美人》               | 郑袖           |                    |
| 2017年   | 《思美人之山鬼后裔》     | 郑袖           | 網絡劇，客串       |
| 2018年   | 《小棉袄》               | 慕容雪         |                    |
| 2020年   | 《热血同行》             | 芳儿           | 客串               |
| 2020年   | 《怦然心动的小姐姐》     | 苏怡文         | 網絡劇             |
| 2020年   | 《生活像阳光一样灿烂》   | 徐梓童         |                    |
| 2020年   | 《喜蛋传奇》             | 珍珍           | 2013年拍攝         |
| 2021年   | 《上陽賦》               | 苏锦儿         |                    |
| 2021年   | 《锦心似玉》             | 文姨娘         | 網絡劇             |
| 2021年   | 《理想照耀中国》         | 许鹿希         | 單元《冰糖》       |
| 2021年   | 《最酷的世界》           | 丁诺           | 網絡劇，客串       |
| 2023年   | 《举杯畅饮的姐姐们》     | 郭欣婷         | 網絡短劇           |
| 2023年   | 《闪耀的她》             | 陳萱萱         | 網絡劇             |
| 2023年   | 《全职主夫培养计划》     | 杨嘉           | 網絡短劇           |
| 2024年   | 《蜀锦人家》             | 花容           |                    |
| 2025年   | 《成家》                 | 钱媛媛         |                    |
| 待播     | 《奇迹》                 | 幼年常宏基母亲 |                    |
| 待播     | 《云襄传之将进酒》       | 白玉娘         |                    |

### 电影
| 上映年份 | 电影名               | 角色       | 备注     |
| 2002年   | 《走向太陽》         | 小豆子     |          |
| 2006年   | 《大道如天》         | 姍姍       |          |
| 2007年   | 《梅花結》           | 林咏梅     |          |
| 2008年   | 《重歸杜鵑》         | 蘇媚       |          |
| 2009年   | 《风声》             | 護士       | 客串     |
| 2010年   | 《活該你單身》       | 美佳       | 客串     |
| 2012年   | 《亲家过年》         | 郑丹丹     |          |
| 2012年   | 《咆哮无声》         | 万云       |          |
| 2013年   | 《大片》             | 小花       |          |
| 2013年   | 《一路顺疯》         | 美玲       |          |
| 2013年   | 《回到爱开始的地方》 | 薇薇安     |          |
| 2014年   | 《硬汉奶爸》         | 依玲       |          |
| 2014年   | 《房车奇遇》         | 拉丁舞教练 |          |
| 2015年   | 《再见我们的十年》   |            |          |
| 2019年   | 《小猪佩奇过大年》   | 妈妈       |          |
| 2021年   | 《悬崖之上》         | 女護士     |          |
| 2022年   | 《无负今日》         | 郭香娥     | 網絡電影 |

### 综艺节目
- 2014年，《极速前进1》
- 2015年，《星廚駕到》(第2季)
- 2015年，《女神新装》
- 2015年，《一年级·大学季》
- 2017年，《演员的诞生》
- 2018年，《吐槽大会》
- 2020年，《乘風破浪的姐姐》
- 2020年，《理想家》

## MV
- 2008年5月22日 赈灾歌曲《生命之眼》
- 2008年6月12日 李冰冰《天使不要开玩笑》